# Drepanosticta siu
Drepanosticta siu – gatunek ważki z rodziny Platystictidae.